# Зотов, Никита Моисеевич
Никита Моисеевич Зотов (ок.1644 - 1718), учитель Петра Великого, думный дьяк (1683- 1692). 
В Москве сохранились палаты Никиты Зотова — Кремлёвская набережная, д. 1/9.

## Биография

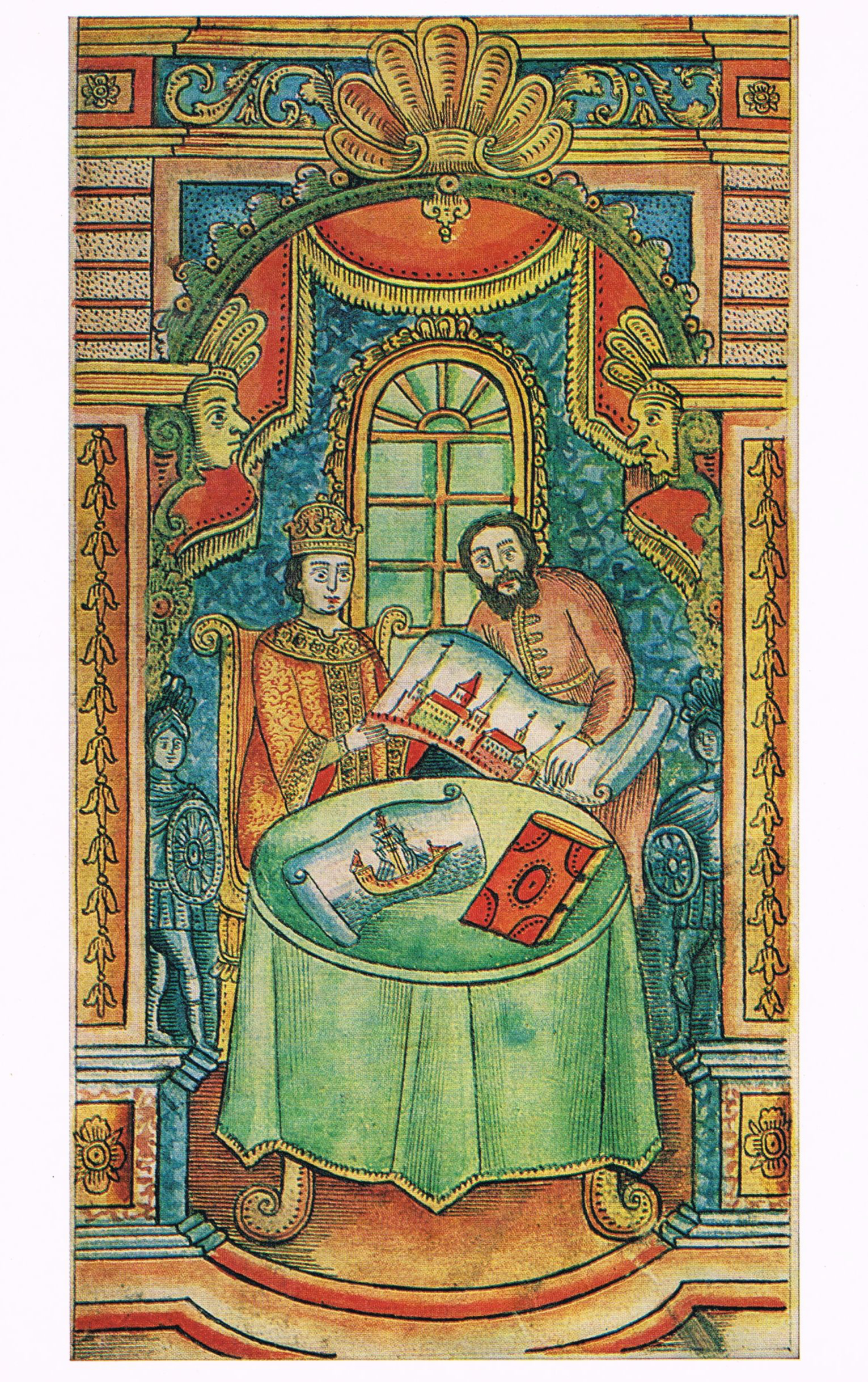
Зотов обучает Петра

Родился в семье дьяка Моисея Васильевича Зотова. В 1677 году дьяк Зотов был рекомендован царю Фёдору Алексеевичу боярином Соковниным; учительские способности его были испытаны Симеоном Полоцким, и ему было поручено учение пятилетнего царевича Петра. Главный предмет преподавания, кроме грамоты, заключался в чтении и учении Часослова, Псалтыря и Евангелия; обыкновенный курс учения царевича дополнялся под руководством Зотова так называемыми «Потешными книгами с кунштами (картинами)».
В августе 1680 года Зотов был отправлен в Крым вместе со стольником Тяпкиным, для окончания мирных переговоров с ханом Мурадом Гиреем, и принял участие в заключении Бахчисарайского мира. В 1683—1692 годах — думный дьяк.
В 1703 году заведовал Ближней походной канцелярией, был печатником. Как старый, опытный «излагатель» царской воли, в указах назывался «ближним советником и ближней канцелярии генерал-президентом». Весьма видную роль он играл в дружеской компании приближенных лиц государя — Всешутейший, Всепьянейший и Сумасброднейший Собор. В этой компании, где Пётр назывался «святейшим протодиаконом», Зотов носил титул «архиепископа прешпурского, всея Яузы и всего Кокуя патриарха», а также «святейшего и всешутейшего Ианикиты» (с 1 января 1692 года).
В 1714 году семидесятилетний Зотов решил жениться на вдове капитана Стремоухова — Анне Еремеевне Пашковой (тётке петровского денщика). Пётр сначала был против этого брака, но потом уступил желанию Зотова и в начале 1715 года отпраздновал свадьбу шутовского патриарха с приличным его званию торжеством. После смерти Зотова его пост «патриарха» унаследовал П. И. Бутурлин, которого царь заставил жениться на уже Зотовской вдове.

## Изображение
Судя по описи, его парсуна висела в Преображенском дворце. Историк и искусствовед Нина Молева пишет, что собиратель и знаток русского искусства во Франции С. Белиц присылал ей из Парижа фотокопию с возможного списка с этого портрета.